# 제불찰씨 이야기
《제불찰씨 이야기》는 2009년 공개된 대한민국 애니메이션 영화로, 이적의 소설집 《지문 사냥꾼》에 실린 같은 이름의 네 번째 소설을 바탕으로 한다.

## 줄거리
굳게 닫힌 당신의 귀를 파드립니다!
지금 TV에선 국회의원 최고봉을 미치게 한 혐의로 잡혀온 한 거미의 공개사형 여부를 시청자참여로 결정하는 생방송TV재판이 진행되고 있다. 사연인 즉, 이구소제사 제불찰에게 귀청소를 받던 최고봉 의원이 난데없이 정신발작을 일으켰는데, 그 사건현장에선 제불찰 대신 이 거미 한 마리가 발견된 것. 제불찰을 묘하게 닮은 이 거미와 사라진 제불찰은 어떤 관계인 것일까.
제불찰은 어린 시절 자신의 귀를 파주곤 했던 누나와의 따뜻한 추억으로 이구소제사를 시작했고, 지금 그는 잃어버린 그 누나를 애타게 찾고 있다. 귀파주기를 통해 사람들이 잘 소통할 수 있는 세상을 꿈꾸지만, 실적이 좋지 않은 제불찰에게 돌아오는 건 상사의 질책과 고객들의 무시뿐이다. 그러나 사장은 오히려 그를 격려하며 영양제까지 선물한다. 영양제를 먹은 뒤로 제불찰의 몸은 점점 허약해지고, 사람들의 질책이 계속될 때마다 점점 더 작아져 간다.
어느덧 귀 속으로 들어갈 정도로 몸이 작아진 제불찰. 무속인 팽선녀의 귀를 후련하게 파준 일로 일약 유명해진다. 우연한 실수로 고객들의 머리 속 정신세계를 엿보게 된 제불찰은 이 비밀스런 탐험에 빠져드는데, 어느 날 꽃미남 국회의원 최고봉의 귀청소 중 그의 머리 속에서 누나와 자신의 어릴적 모습을 만나게 된다. 누나를 뺏어갔던 그의 머리 속에 담겨있는 누나의 기억을 보는 제불찰은 악몽을 꾸고 있는 것 같다. 제불찰이 그리워한 누나는 어디 있는가?
다분히 몽환적인 이적의 소설집 <지문사냥꾼>은 공상의 세계를 꿈구는 애니메이터들의 상상력을 끊임없이 자극했다. 이적의 소설집에 담긴 여러 단편 중 두 편의 작품이 최종 물망에 올랐다. 표제작인 <지문사냥꾼>과 이 소설집에서 제일 길고 흥미로운 이야기인 <제불찰 씨 이야기>. 이미 이 책을 읽은 감독들도, 애니메이션 작업을 위해 부랴부랴 이 책을 읽은 감독도 왠지 모르게 모두 <제불찰 씨 이야기>에 마음을 빼앗겼다. 한 인물의 일대기를 담고 있다는 점, 이야기의 완결성이 뛰어나다는 점 등이 애니메이션으로 만들어 보고 싶다는 욕망을 자극했다. 게다가 이 소설에는 ‘머릿속 공간’이라는 특별한 세계가 등장한다. 아무도 가본 적이 없지만 모든 사람들이 자기 안에 갖고 있는, 그래서 한 번쯤은 그 모양에 대해 궁금증을 가졌던 곳이 바로 사람의 머릿속 공간이다. 공상의 세계를 즐기는 애니메이션 감독의 입장에서 머릿속 세계를 그려볼 수 있다는 것은 더할 나위 없이 매력적인 일처럼 느껴졌다. (발췌: 씨네21북스 출간, “장편 애니메이션 제불찰 씨 이야기” 중에서)
한국 대중음악의 뮤지션이자 작가인 이적의 원작을 애니메이션으로 옮겼다. 사람들은 거미 한 마리의 공개사형 여부를 시청자들에게 미디어를 통해 질문한다. 이 거미는 알고 보면 제불찰씨라는 사람이었던 것. 그의 기구한 사연이 다양한 인생유전을 따라 펼쳐진다. 방송국에서는 전대미문의 쇼가 열리고 있다. 현역 국회의원을 미치게 한 혐의로 잡혀온 거미 한 마리의 공개 사형 여부를 시청자들에게 묻고 있는 것. 문제의 거미는 사람들의 귀지를 청소해주는 '이구소제사' 제불찰로, 사형 찬반 투표를 위해 제불찰이 거미가 되기까지의 사연이 펼쳐지는데....

## 성우진
- 엄상현 - 제불찰 역
- 조현정 - 누나 / 팽선녀 / 썬글라스 여자 / 텔레마케터 / 아파트 아줌마 역
- 정재헌 - 최고봉 / 의사 / 근육남 / 패널-최 교장 역
- 이장원 - 사장 / 미디어쇼 패널, 박정렬 역
- 김영찬 - 부장 / 머릿속벌레 / 코뿔소 / 세무사아이 / 패널-이철두 / 이구소제사1 역
- 최승훈 - 세무사 / 머릿속벌레들 / 물퍼내는사람 / 우는사람/사회자, 전비정 / 인터뷰시민3 / 점백이사원 역
- 김현심 - 소녀 / 머릿속벌레 / 세무사아이 / 패널-배달숙 / 텔레마케 / 꼬마 / 엄마 / 인터뷰시민2 / 이구소제사2 역
- 이호산 - 소녀아빠 / 머릿속벌레들 / 패널-강충곤 / 니콜라스 / 인터뷰시민1 / 이구소제사3 / 프로흥신소남자 역
- 김현지 - 머릿속벌레들 / 이구소제사4 / 마트꼬마엄마 / 안내방송직원 / 텔레마케터 / 꼬마 / 세무사부인 역

## 관련 저서, 논문
- 한국영화아카데미 제작연구과정 1기, 《장편 애니메이션 제불찰 씨 이야기》, 씨네21북스, 2008년: 애니메이션 제작 과정의 전반을 기술한 책이다.
- 서수정, 〈한국 애니메이션에 나타난 리얼리즘 미학의 새로운 가능성 연구 -〈파닥파닥〉〈제불찰씨 이야기〉를 중심으로-〉, 《만화애니메이션연구》 57, 한국만화애니메이션학회, 2019년